# 阿比西尼亚没药树
阿比西尼亞沒藥樹（學名：Commiphora habessinica），有時稱為阿比西尼亞沒藥或葉門沒藥，是一種原產於東北非洲和阿拉伯半島的植物，產地包括吉布地，厄利垂亞，衣索比亞，贊比亞，馬拉維，阿曼和葉門等地区。 它最初由奧托·卡爾·貝格（Otto Karl Berg）在1862年在非洲北部發現並首次在文獻中描述該植物。

## 歷史
沒藥（英語：myrrh）應用歷史非常久遠，早在4000年前就是常用的香料與藥材，古埃及人用在祭祀、日常保養品及塗抹遺體，古希臘戰士則用於傷口的癒合，近代亦廣泛應用於香料、化妝品、食品與藥品產業。

## 特徵
阿比西尼亞沒藥樹分佈廣泛，在干燥地區和受季风影响最严重的地区之间，且不同地區的物種外观差异很大。 